# 12e régiment d'infanterie (France)
Pour les articles homonymes, voir 12e régiment.
Pour le régiment de la Légion étrangère, voir 12e régiment étranger d'infanterie.
Le 12e régiment d'infanterie (12e RI) est un régiment d'infanterie de l'Armée de terre française créé sous la Révolution à partir du régiment d'Auxerrois, un régiment français d'Ancien Régime.

## Création et différentes dénominations
- 1791 : renommé 12e régiment d'infanterie de ligne.
- 1794 : Amalgamé il prend le nom de 12e demi-brigade de première formation
- 1796 : Création 12e demi-brigade de deuxième formation
- 1803 : renommé 12e Régiment d'Infanterie de ligne.
- 1815 : il est licencié lors de la Seconde Restauration.
- 1816 : création de la Légion des Côtes-du-Nord
- 1820 : renommée en 12e Régiment d'Infanterie de Ligne.
- 1887 : il devient 12e régiment d'infanterie.
- 1914 : À la mobilisation, il donne naissance au 212e Régiment d'Infanterie
- 1920 : dissous
- 22 août 1939 : recréé comme 12e régiment d'infanterie de forteresse[1]
- 1940 : dissous
- 1958 (?) : nouvelle formation du 12e bataillon d'infanterie
- 1963 : dissolution

## Chefs de corps
- 27 juillet 1791 : Francois-Felix de Gallup
- 5 février 1792 : Francois-Guillaume de Saint-Sauvier
- 23 mars 1792 : Charles-Henri des Brunieres
- 1794 : Jacques Roland (*)
- 1794 : Michel Louis Joseph Bonté (**)
- 1796 : Antoine Girardon (**)
- 1799 : François Vergez (*)
- 1806 : Joseph Antoine Charles de Muller
- 1809 : Jean Martin Thoulouse
- 1812 :  Henri-Aloyse-Ignace Baudinot
- 1815 : vicomte Toussaint du Breil de Pontbriand
- 1816 : marquis de Montmort
- 1819 : comte de Saint-Michel
- 1823 : vicomte Delamarre
- 1830 : colonel Boarini
- 1832 : colonel Roux
- 1840 : colonel Cuzac
- 31 octobre 1848 : Charles Henri Emmanuel Amédée Doulomieu-Beauchamp
- 1855 : colonel de Brauer
- 1860 : colonel Péchot
- 1866 : colonel Lebrun
- 1871 : colonel Mimerel
- 1874 : colonel Corneille Trumelet
- 1877 : Armand Marie Arthur O'Neil[2]
- 1878 : colonel Auguste Pierre Bézard
- 1880 : colonel Bonnet
- 1881 : colonel Deloffre
- 1882 : colonel Kienlin
- 1885 : colonel Huas
- 1888 : colonel d'Aiguillon
- 1890 : colonel Durand
- 1896 : colonel Guillaume
- 1899 : colonel Vidal de la Blache
- 1914 : colonel de Sèze[Note 1]
- 30 août 1914 : chef de bataillon Clerc
- 15 septembre 1914 : lieutenant-colonel Gustave Paul François Bolelli[3] (†)
- 18 septembre 1914 : chef de bataillon puis lieutenant-colonel Clerc[Note 2]
- 11 juin 1916 : lieutenant-colonel puis colonel Rauscher[Note 3]
- 14 juin 1918 : lieutenant-colonel Grasse
- 1920 : dissous
- 22 août 1939 : lieutenant-colonel Louis André Françon
- 1940 : dissous

 (*) Officiers qui deviendront par la suite généraux de brigade, 
 (**) Officiers qui deviendront par la suite général de division 
colonels tués ou blessés commandant le 5e régiment d'infanterie:
- colonel François Vergez blessé le 14 octobre 1806.
- colonel Joseph Antoine Charles de Muller blessé le 26 décembre 1806.
- colonel Jean Martin Thoulouse blessé le 6 juillet 1809, puis le 19 août 1812, mort de ses blessures le 21 août.

Officiers tués ou blessés alors qu'ils servaient au 12e Regiment d'Infanterie durant la période 1804-1815 :
- Officiers tués : 51
- Officiers morts des suites de leurs blessures : 25
- Officiers blessés : 201

## Historique des garnisons, combats et bataille du12eRI

### 12erégiment d'infanterieci-devant Auxerrois (1791-1793)

#### Guerres de la Révolution et de l'Empire

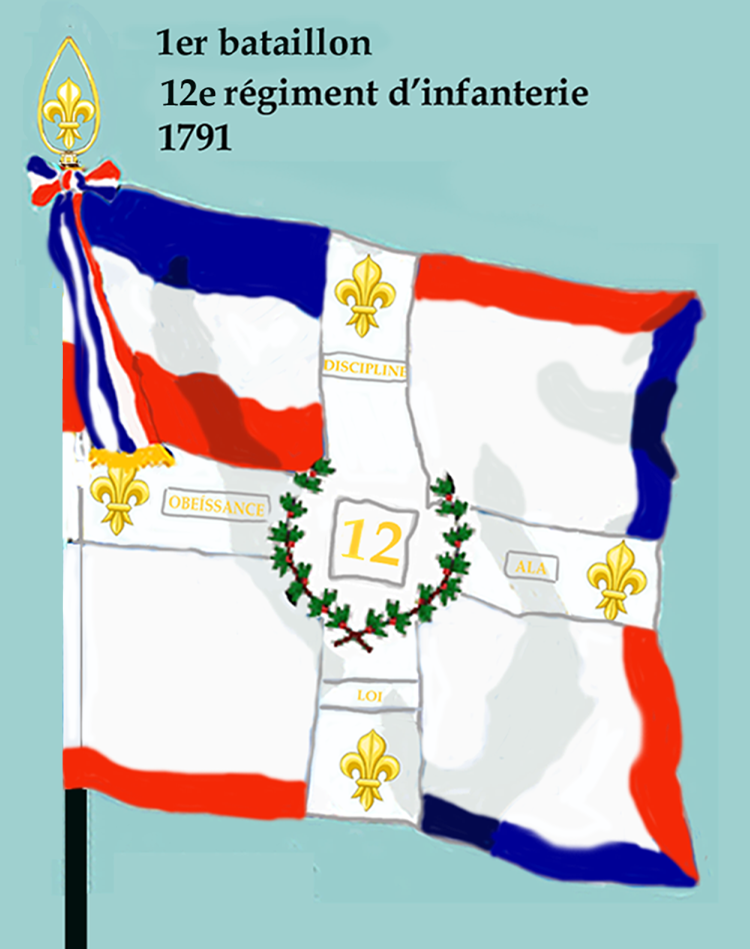
Drapeau du 1er bataillon du 12e régiment d'infanterie de ligne de 1791 à 1793
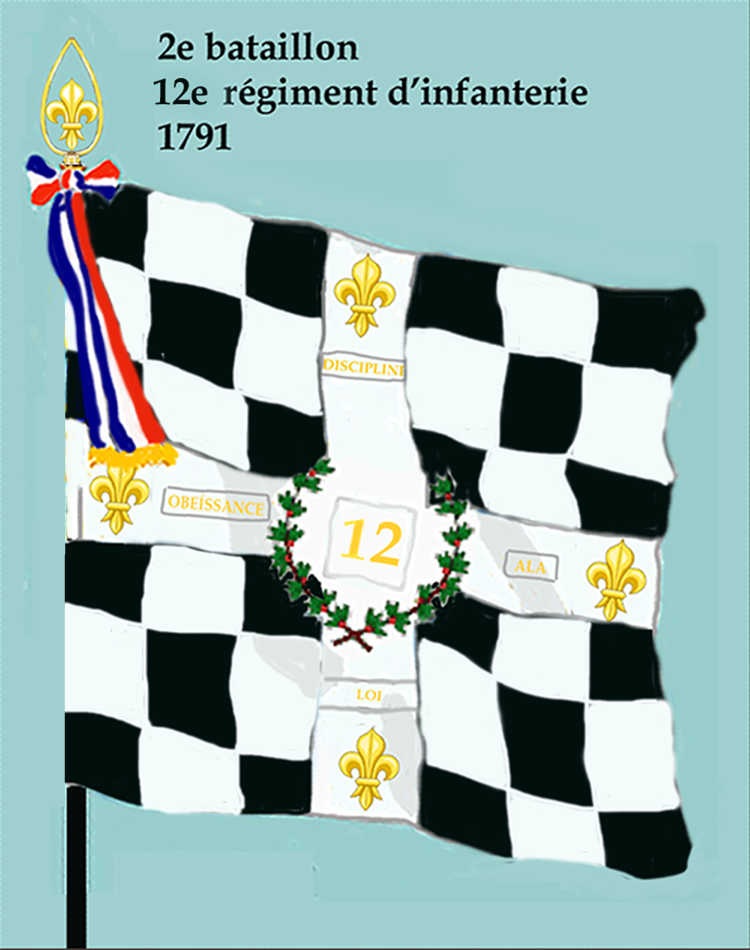
Drapeau du 2e bataillon du 12e régiment d'infanterie de ligne de 1791 à 1793

L'ordonnance du 1er janvier 1791 fait disparaître les diverses dénominations, et les corps d'infanterie ne sont désormais plus désignés que par le numéro du rang qu'ils occupaient entre eux. Ainsi, 101 régiments sont renommés et le régiment d'Auxerrois devient le 12e régiment d'infanterie de ligne. Les régiments sont toutefois largement désignés avec le terme ci-devant, comme 12e régiment d'infanterie ci-devant Auxerrois.
Le régiment est en garnison à Condé puis Dunkerque. En juin 1791, les officiers du 12e régiment, alors en garnison à Condé-sur-Escaut émigrèrent.
Au début de la guerre, en avril 1792, le 1er bataillon d'Auxerrois fait partie du 1er corps de l'armée du Nord et le 2e bataillon resta en garnison à Dunkerque.
1er bataillon
Le 1er bataillon se distingua le 6 novembre à la fausse attaque de Menin durant laquelle le colonel Des Brunières, à la tête de son bataillon et du 1er bataillon de la Gironde fit preuve de bravoure. Le bataillon entra peu après en Belgique et passant par Tournai et Gand, il contribue à la conquête d'Anvers et y reste quelques mois en garnison. 
En mars 1793, il se trouve au combat d'Aix-la-Chapelle, au défenses de Menin et de Tongres.
Revenu dans la Flandre, en 1793, il est au combat du camp de la Madeleine, le 30 avril, au combat de Raismes, le 8 mai, ou le général Dampierre est tué dans ses rangs. Le 24 du même mois on le voit à l'attaque de Tourcoing, le 10 juin à l'attaque de Wattrelos, le 22 juillet à celle de Werwicq, le 18 aout au combat de Linselles, le 27 à la prise de Tourcoing, et le 20 octobre au combat livré près de cette ville. Le 1er bataillon d'Auxerrois fit ensuite partie de l'armée de Sambre-et-Meuse, et est incorporé, le 30 décembre 1793, dans la 23e demi-brigade de première formation.
2e bataillon
Le 2e bataillon quitta Dunkerque en 1793 et fit, lui aussi, partie de l'armée du Nord. II mérita une mention honorable dans le rapport des combats livrés les 23 et 24 mai contre les troupes hollandaises entre Menin et Tourcoing. Le 23 surtout, à l'attaque du poste de Boucq, près de Lille, le bataillon se conduisit avec la plus grande distinction. Le 18 aout, au combat de Linselles, il s'empara d'une redoute, dont la prise eut assuré le succès complet de la journée, si l'ennemi n'eût reçu un renfort de 4 000 Anglais devant lequel le bataillon dut céder. Le 2e bataillon d'Auxerrois participa ensuite, sous le commandement du général Jourdan, à toutes les opérations qui eurent pour résultat la conquête définitive de la Belgique, et, le 27 décembre 1793, il servit de noyau à la 24e demi-brigade de première formation.

### 12edemi-brigadede première formation (1793-1796)

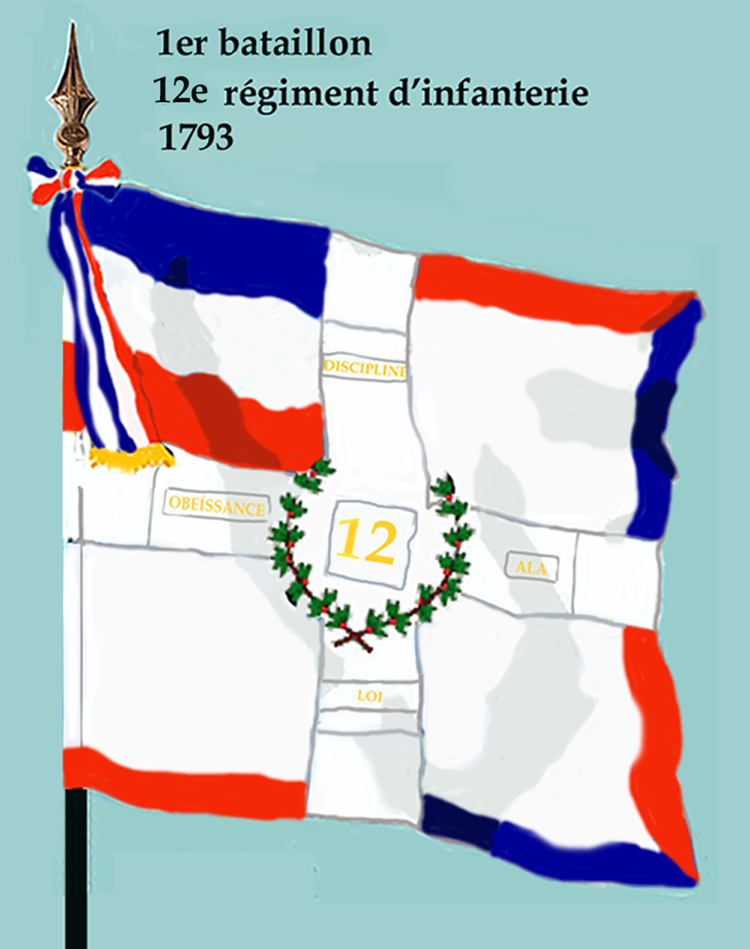
Drapeau du 1er bataillon du 12e régiment d'infanterie de ligne de 1793 à 1804
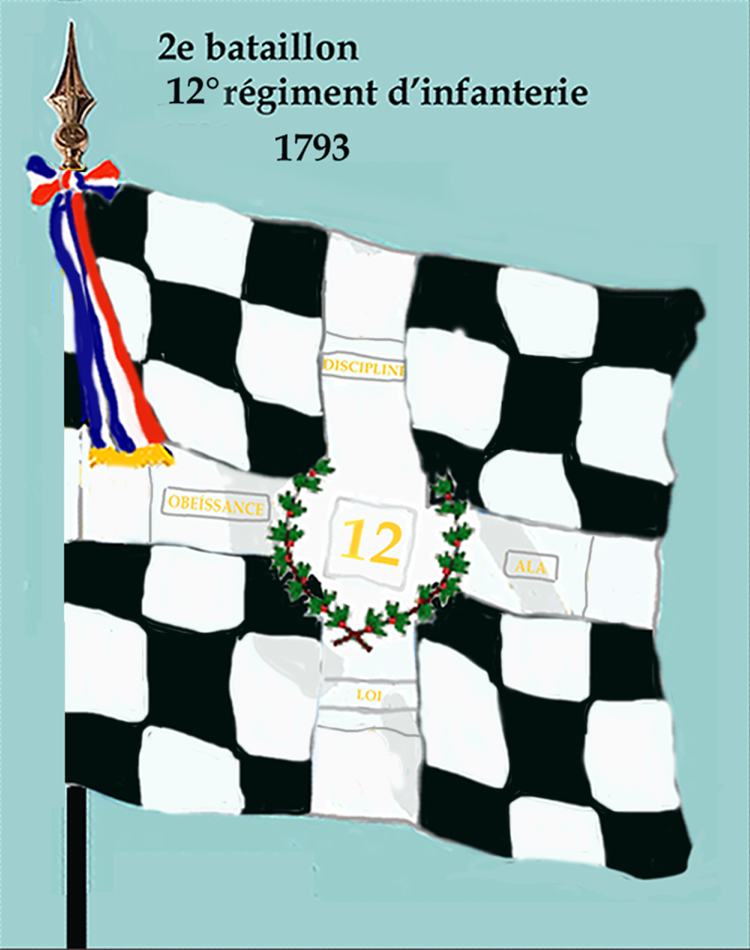
Drapeau du 2e bataillon du 12e régiment d'infanterie de ligne de 1793 à 1804

Conformément aux lois du 21 février, du 12 août 1793 et au décret de la Convention du 17 nivôse an II (6 janvier 1794), on s'occupait de l'embrigadement des troupes de ligne avec les bataillons de volontaires.

La 12e demi-brigade de première formation est formée en l'an II, de l'amalgame des :
- 2e bataillon du 6e régiment d'infanterie (ci-devant Armagnac)
- 9e bataillon de volontaires de la Manche
- 12e bataillon de volontaires de la Manche.

La 12e demi-brigade de première formation, fait les campagnes de l'an II, de l'an III et de l'an IV à l'Armée de l'Ouest.
Lors du second amalgame, elle est incorporée dans la 81e demi-brigade de deuxième formation.

### 12edemi-brigadede deuxième formation (1796-1803)

#### Guerres de la Révolution et de l'Empire
Conformément à l'arrêté du 18 nivôse an IV (8 janvier 1796) et au décret du 7 ventôse an IV (26 février 1796) la 12e demi-brigade de deuxième formation est formée le 20 ventôse an IV (10 mars 1796) avec l'amalgame des :
- 60e demi-brigade de première formation (2e bataillon du 30e régiment d'infanterie (ci-devant Perche), 8e bataillon de volontaires de la Côte-d'Or, 12e bataillon de volontaires de la formation d'Angers)
- 3e bataillon de la 170e demi-brigade de première formation (2e bataillon du 93e régiment d'infanterie (ci-devant Enghien), 4e bataillon de volontaires de la Haute-Marne également appelé bataillon de volontaires de Chaumont et 10e bataillon de volontaires du Jura)
- 3e bataillon de la 11e demi-brigade légère de deuxième formation (3e bataillon de chasseurs (ci-devant Royaux-Corses), 2e bataillon de chasseurs révolutionnaires, 4e bataillon de volontaires des Hautes-Alpes également appelé 1er bataillon de chasseurs des Alpes et Bataillon de chasseurs des Hautes-Alpes)

Affectée à l'armée d'Italie, la 12e demi-brigade de deuxième formation, est engagée dans la campagne d'Italie. Elle quitte Lyon le 29 juillet 1796 traverse le col du Grand-Saint-Bernard et arrive à Milan le 16 août, d'où elle se dirige sur Mantoue, chasse les Autrichiens de Casalmaggiore et attaque Borgoforte le 24 août. La demi-brigade se distingue ensuite, en septembre, à la bataille de Saint-Georges puis à la défense de la tête de pont de Governolo (it) et à la bataille de Modène fin septembre.
En 1797, pendant qu'elle continue le blocus de Mantoue, ses grenadiers participent à la bataille de La Favorite. Après la capitulation de Mantoue, la demi-brigade est placée dans la division Sérurier avec laquelle elle se trouve, le 12 mars, au passage de la Piave, le 15 mars à la bataille du Tagliamento, le 18 mars elle franchit l'Isonzo et contribue le lendemain aux prises de Gradisca et de Goritz. Le 27 avril, l'unité se trouve en Haute-Styrie. Après le traité de Campo-Formio la demi-brigade est appelée a concourir à la répression des troubles dans les environs de Rome et de Terracine. Le 3e bataillon qui était resté en garnison à Civitavecchia reçu l'ordre de rejoindre les deux premiers.
Le 19 juin 1798 la 12e demi-brigade reçoit en renfort le 3e bataillon de la 11e légion et met en déroute les insurgés à Ferentino, Terracine, et Frosinone. Le 24 novembre, elle l'unité participe à l'invasion de la république romaine et se distingue lors de la bataille de Civita Castellana (it) le 5 décembre et à celle d'Otricoli (it) le 9 décembre.
- 1796 :
  - Borgo-Forte, Modène, Saint-Georges, Governolo et Arcole.
- 1797 : La Favorite, Mantoue, Tagliamento, Farentino et Terracine
- 1798 : Civita-Castellana
- 1799 : Naples et Isola
- 1800 : Grisons

### 12erégimentd'infanterie de ligne (1803- 1815)

#### Guerres de la Révolution et de l'Empire

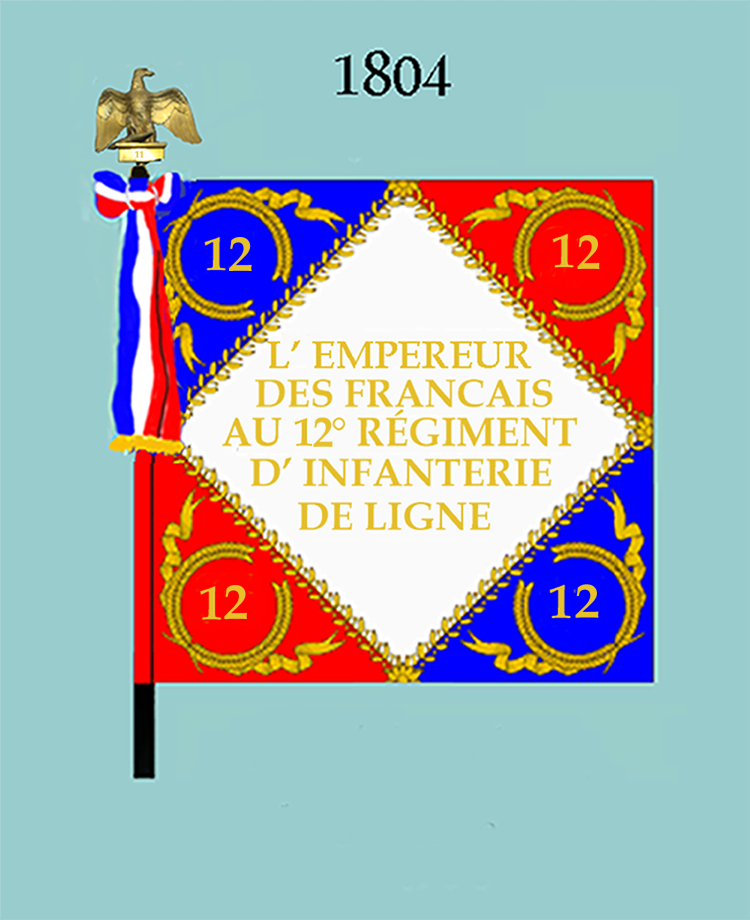
Drapeau modèle de 1804 (avers)
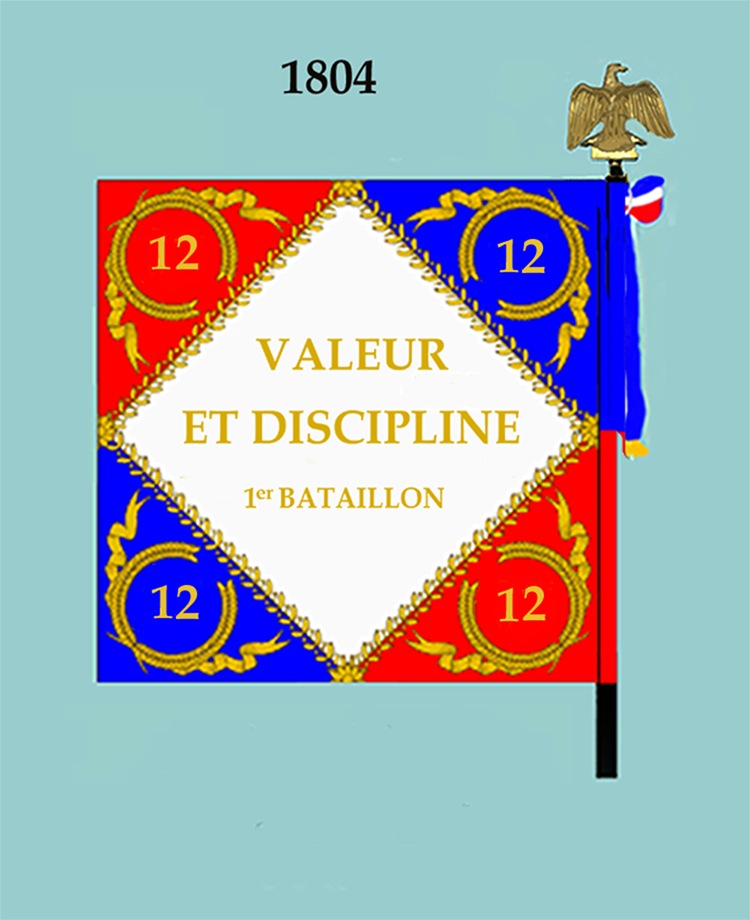
Drapeau modèle de 1804 (revers)

- 1805 : Muhldorf et Austerlitz
- 1806 : Auerstaedt, Czarnowo et Pułtusk
- 1807 : Eylau, Deppen et Friedland
- 1809 : Thann, Abensberg, Eckmuhl, Ratisbonne, Eugerau et Wagram

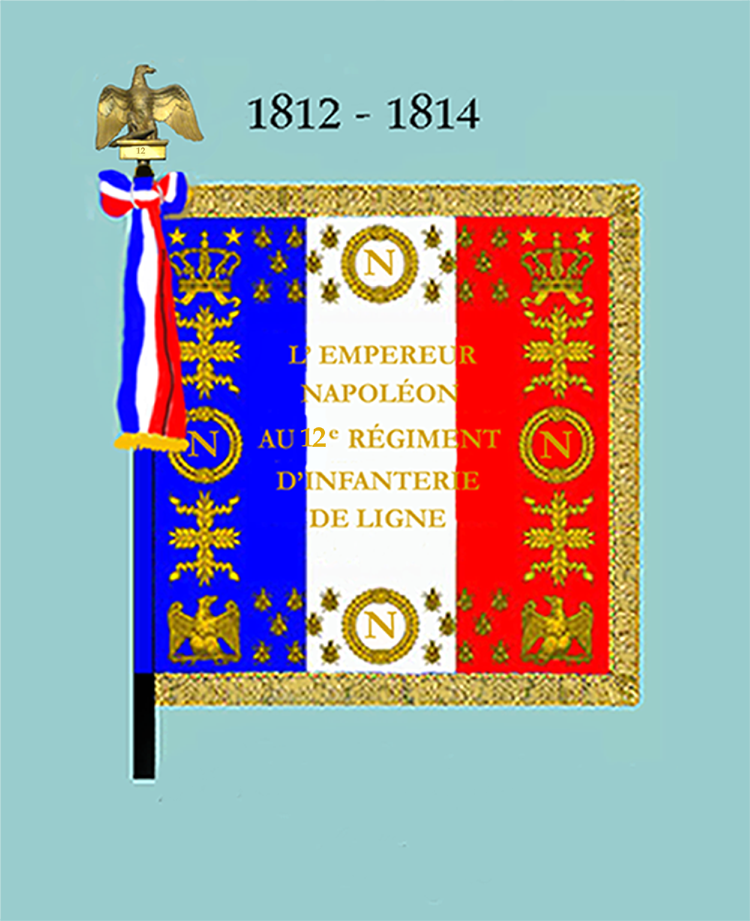
Drapeau modèle de 1812 (avers)
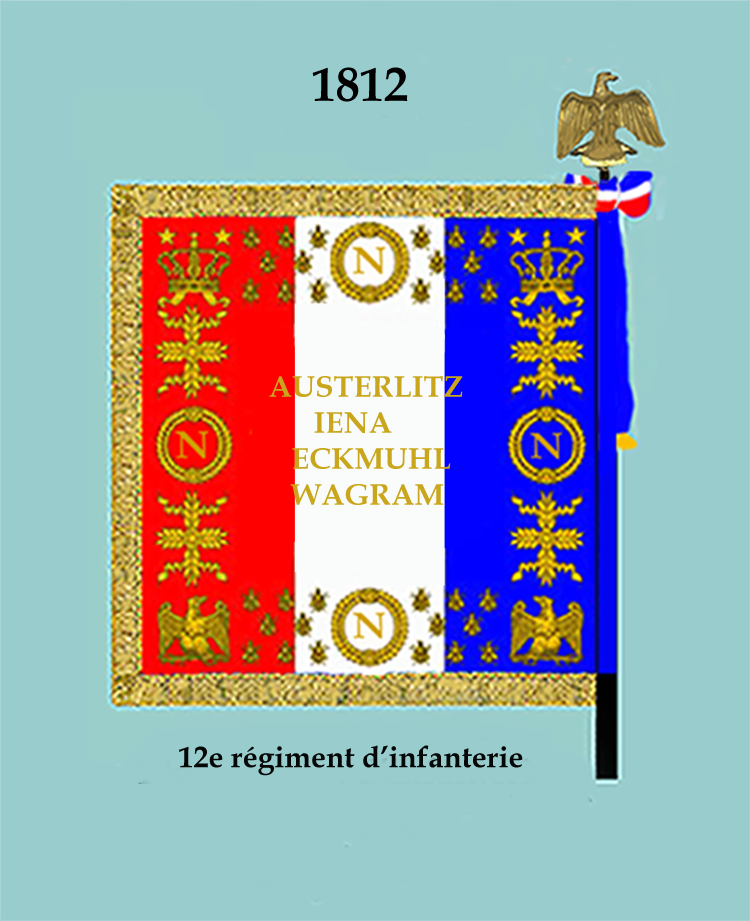
Drapeau modèle de 1812 (revers)

- 1812 : Vilnius, Drissa, Vitebsk, Smolensk, Valoutina et la Moskova
- 1813 : Hambourg et Dresde
- 1814 : Anvers, Arcis-sur-Aube et Saint-Dizier

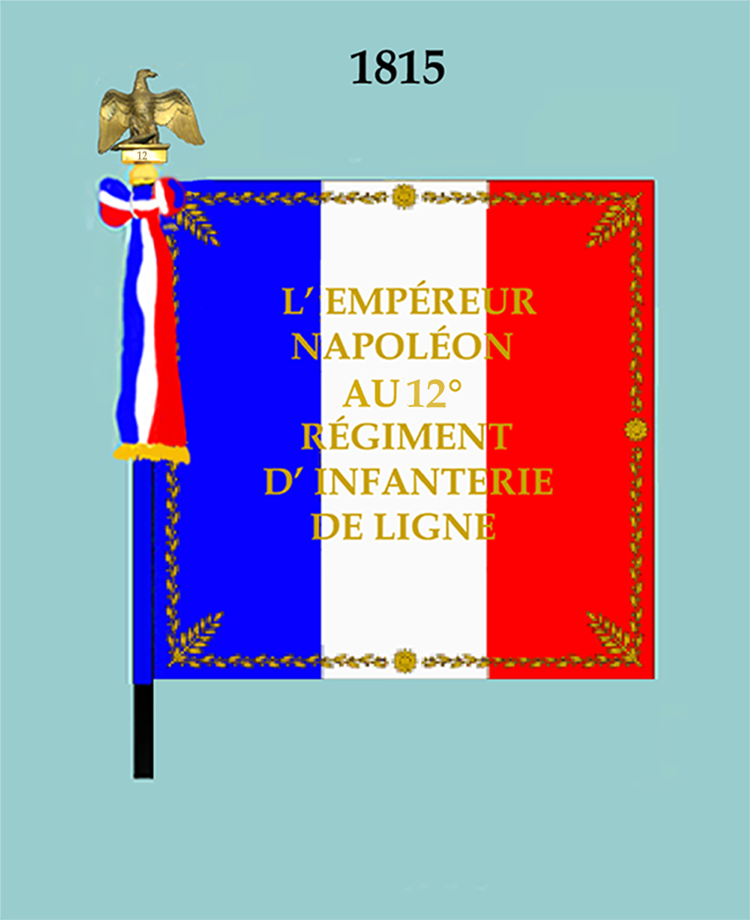
Drapeau modèle de 1815 (avers)
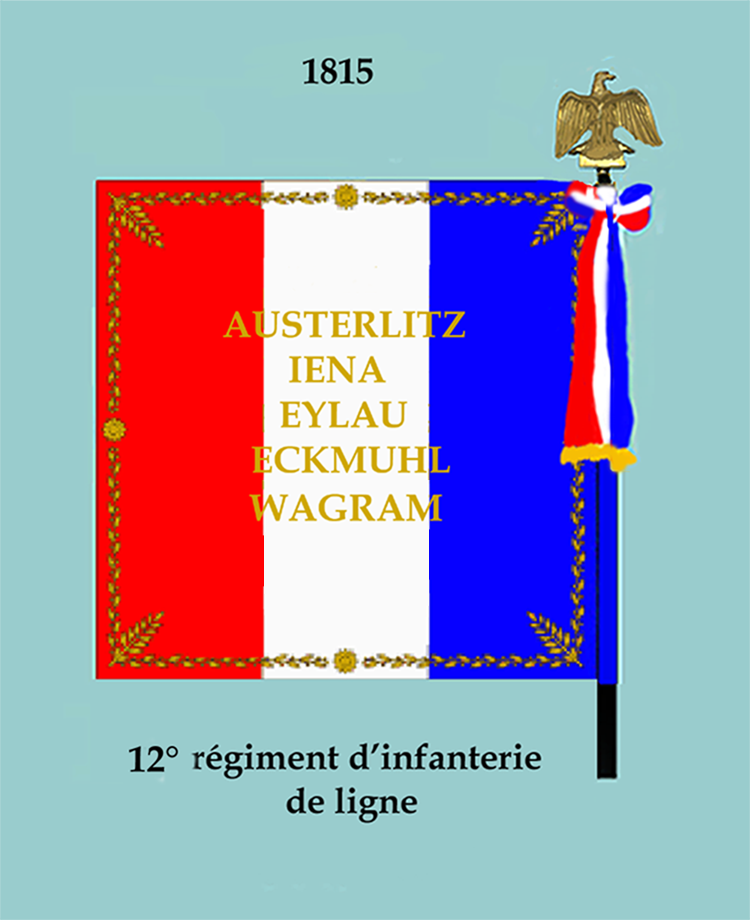
Drapeau modèle de 1815 (revers)

- 1815 : Waterloo

Entre 1803 et 1815, 17 302 conscrits ont été incorporés dans le 12e régiment de ligne.
La plus grande partie des conscrits bourguignons provient des départements de la Côte-d'Or (290 hommes) et de la Nièvre (148 hommes). Les Icaunais (148) et les Saône-et-Loiriens y sont moins nombreux. L'origine des soldats bourguignons du 12e de ligne entre 1803-1815 : Côte-d'Or, Yonne, Saône-et-Loire, Nièvre.
En 1803, lors de l'incorporation, la taille moyenne des conscrits est de 163,75 cm.
Après la seconde abdication de l'Empereur, Louis XVIII réorganise de l'armée de manière à rompre avec l'héritage politico-militaire du Premier Empire.
A cet effet une ordonnance du 16 juillet 1815 licencie l'ensemble des unités militaires françaises.
Le fond du 12e régiment de ligne entre dans la composition de la 72e légion départementale de la Seine.

### Légion des Côtes-du-Nord (1815-1820)
Par ordonnance du 11 août 1815, Louis XVIII crée les légions départementales. La Légion des Côtes-du-Nord, qui deviendra le 12e régiment d'infanterie de ligne en 1820, est créée avec le fond du 17e régiment d'infanterie et avec des volontaires royaux de Quintin et de Plancoët de ce même département.

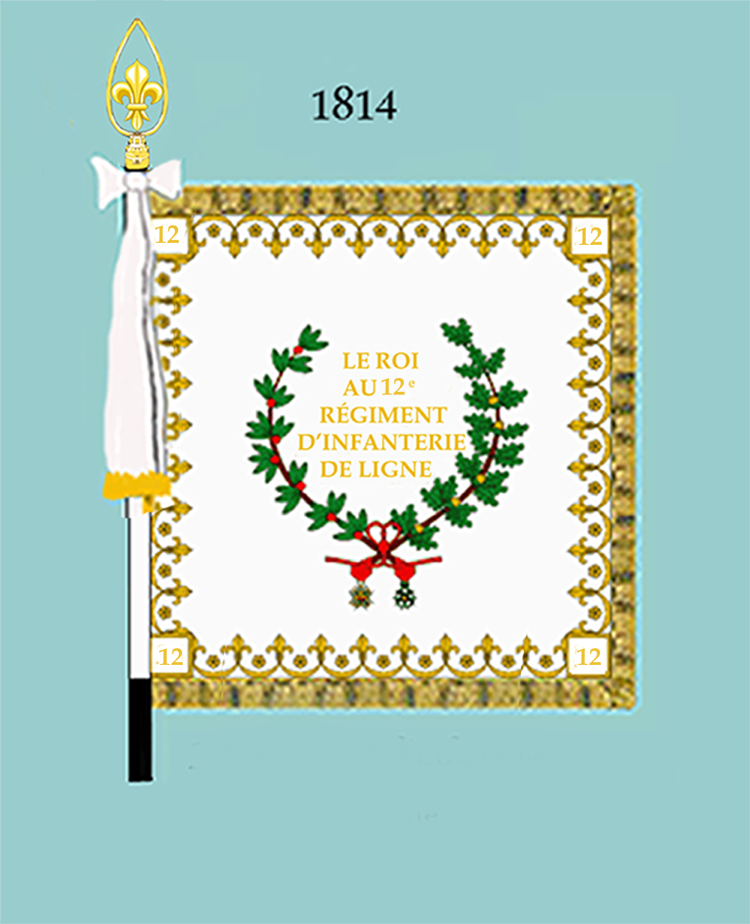
Drapeau modèle 1re Restauration (avers)
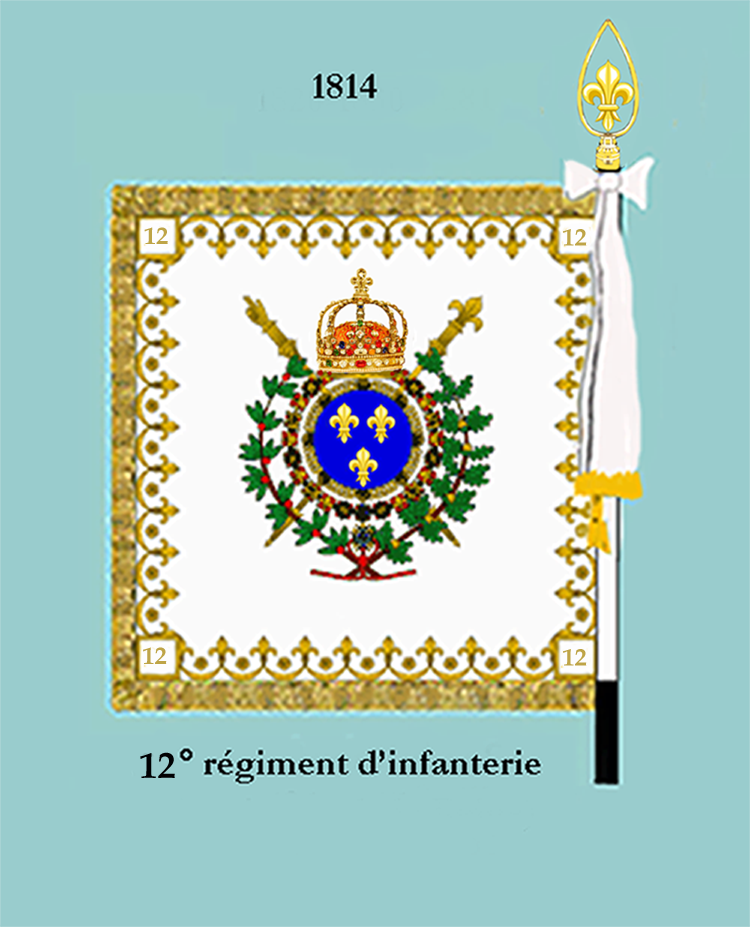
Drapeau modèle 1re Restauration (revers)

### 12erégiment d'infanterie de ligne(1820-1882)

#### 1820 à 1852
En 1820 une ordonnance royale de Louis XVIII réorganise les corps de l'armée française en transformant les légions départementales régiments d'infanterie de ligne. Ainsi, le 12e régiment d'infanterie de ligne est formé, avec les 3 bataillons de la légion des l'Côtes-du-Nord le 23 octobre 1820.
Selon Charles Vogel, dans un article consacré à "La saga des plantes et des épices" (Clartés Grandes Signatures no 2, mai-juin 2008, p. 38), "le 14 septembre 1825, 160 jeunes soldats du 12e R.I. sont gravement - parfois mortellement - intoxiqués après s'en être régalés [de belladone]".

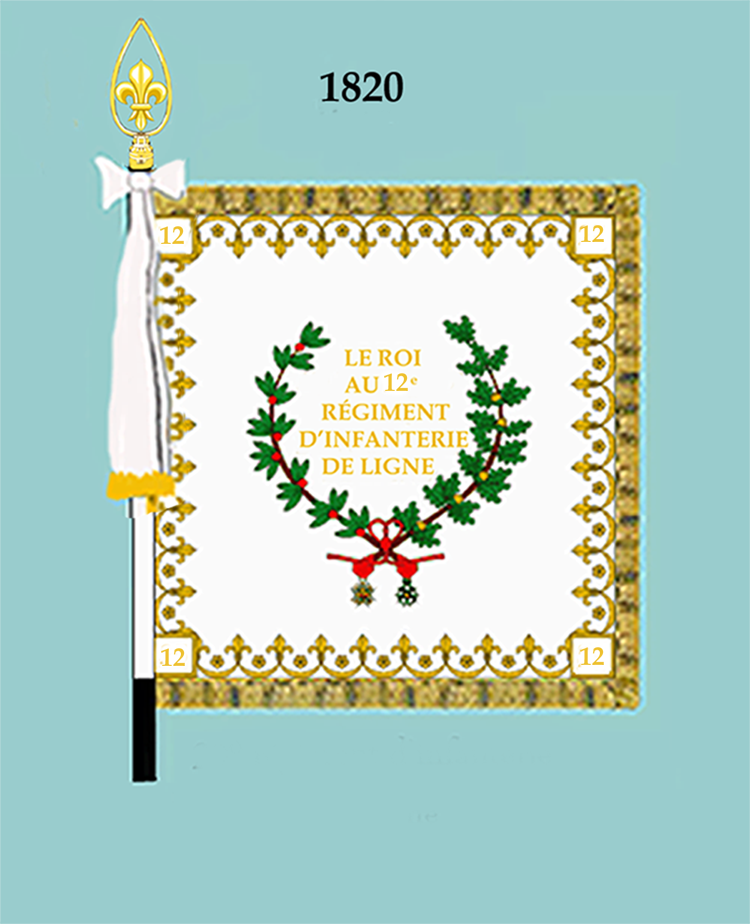
Drapeau modèle 1820 (avers)
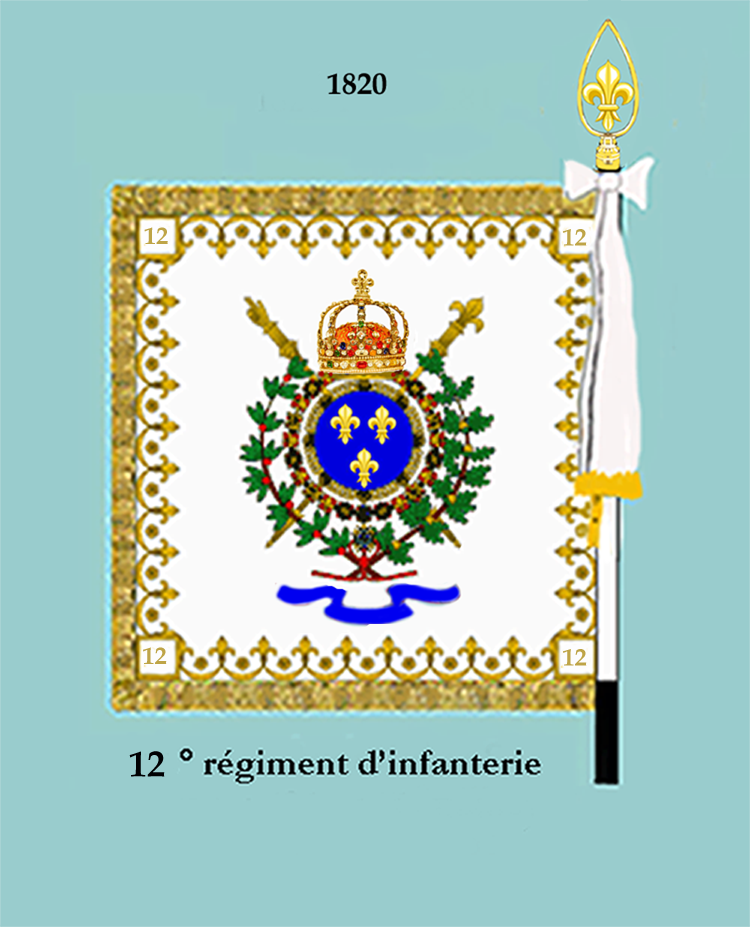
Drapeau modèle 1820 (revers)

- 1830 : Une ordonnance du 18 septembre créé le 4e bataillon et porte le régiment, complet, à 3 000 hommes[9].

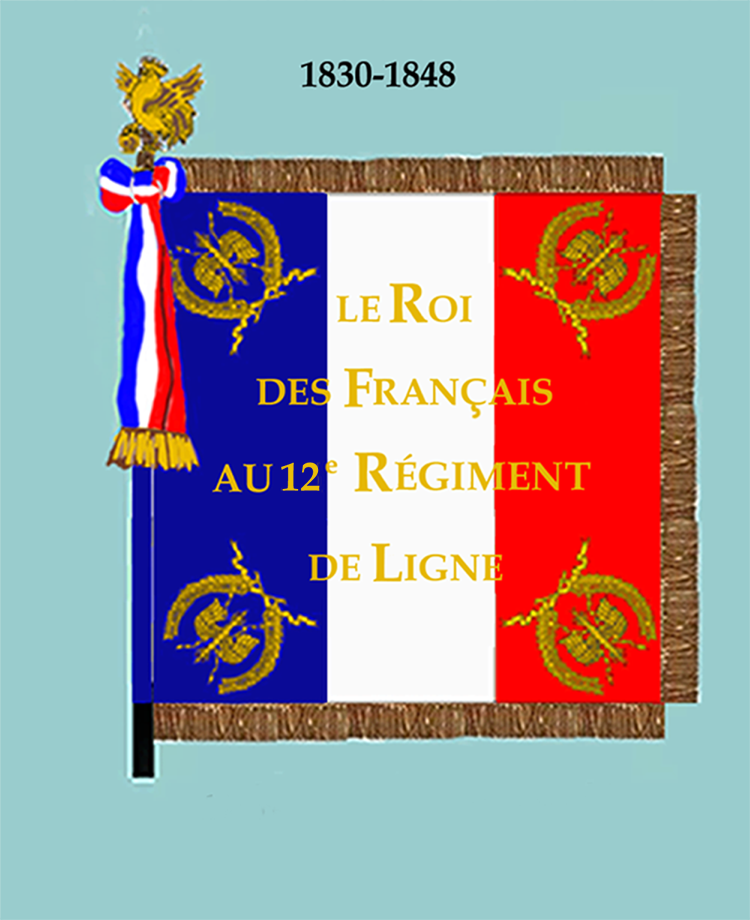
Drapeau de 1830 à 1848 (avers)

- 1837-1839 : Algérie

- 1849-1852 : Algérie

#### Second Empire

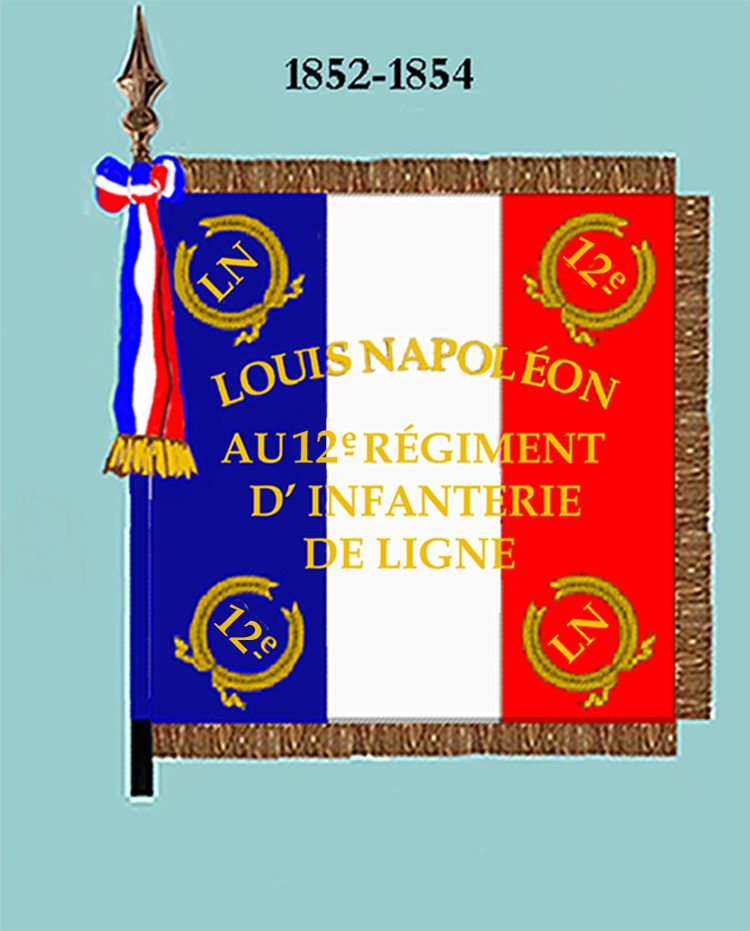
Drapeau de 1852 à 1854 (avers)

- Par décret du 2 mai 1859, le 12e régiment d'infanterie fournit 1 compagnie pour former le 101e régiment d'infanterie de ligne.

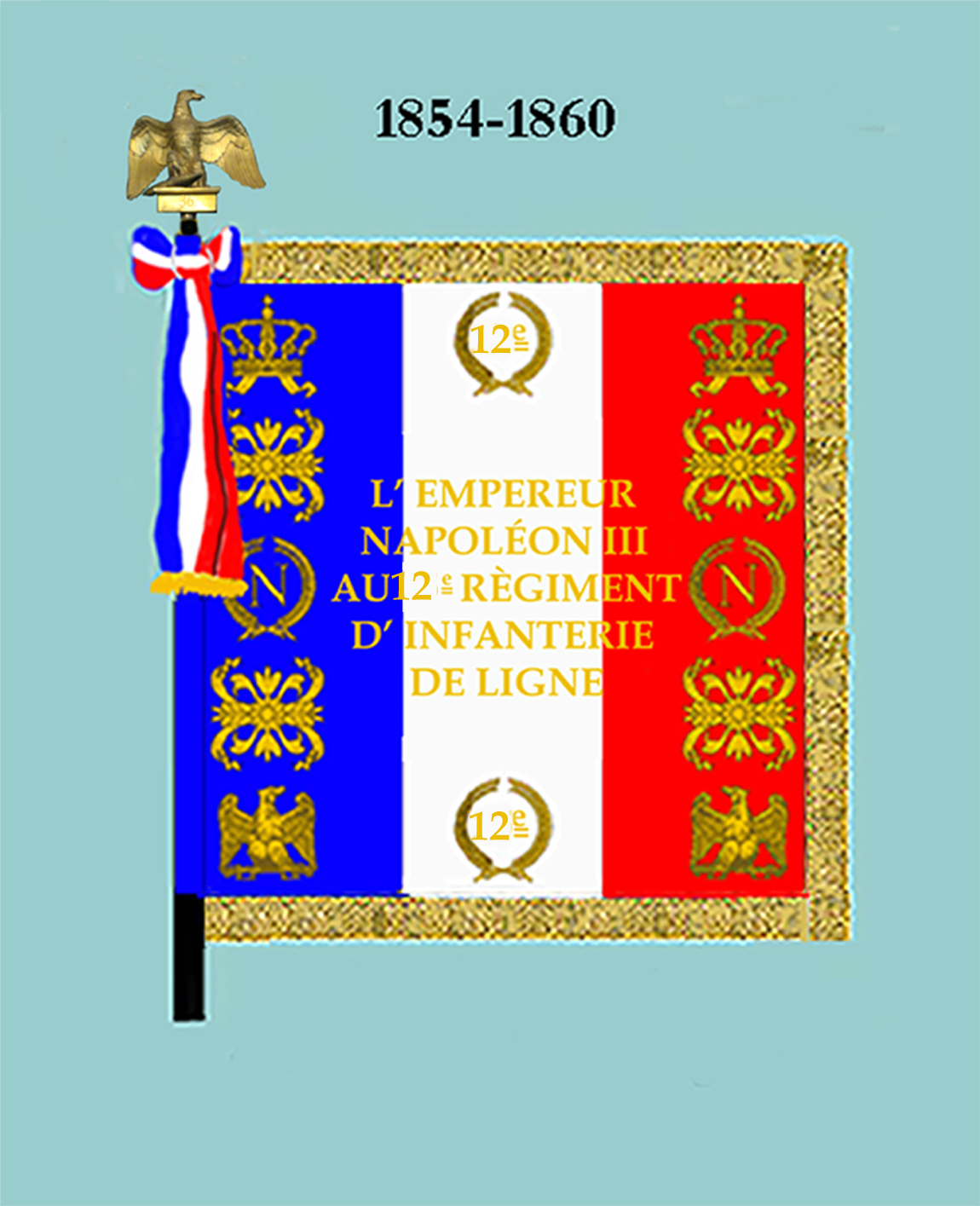
Drapeau de 1854 à 1860 (avers)

- 1859 et 1860 : Algérie

- 1864 à 1869 : Algérie

##### Guerre franco-allemande
Au début de la guerre franco-allemande de 1870, le régiment, formé à trois bataillons, quitte son dépôt de Bourges le 22 juillet 1870. Il rejoint la 1re division du 6e corps d'armée de l'armée du Rhin et participe aux batailles de Rezonville et Saint-Privat[réf. souhaitée].
D'août 1870 à février 1871, le dépôt du régiment forme des détachements de renfort envoyés dans les régiments de marche. Formé le 12 août, le IVe bataillon part trois jours plus tard à Paris former le 6e régiment de marche (futur 106e de ligne). Le dépôt fournit ensuite une compagnie pour la formation du 39e régiment de marche (août), une compagnie pour la formation du 29e régiment de marche (septembre), une compagnie pour la formation du 36e régiment de marche et une autre pour celle du 38e régiment de marche (octobre). Le dépôt se déplace à Riom à partir du 18 octobre. Il forme ensuite une compagnie pour le 46e régiment de marche (octobre), une compagnie pour le 70e régiment de marche et une pour le 71e régiment de marche (décembre). Il envoie également un détachement de 213 militaires pour le 74e régiment de marche et un détachement de 200 hommes pour le régiment étranger (décembre). En janvier, il fournit un détachement de 214 hommes pour former le 85e de marche et en février une compagnie au 86e de marche et deux au 91e de marche.

#### 1871 à 1914
Fin mars 1871, il est renforcé par fusion avec le 112e régiment de ligne dissous.
Lors de la réorganisation des corps d'infanterie de 1887, le régiment fournit un bataillon pour former le 160e régiment d'infanterie.
En 1907, lors des événements de la viticulture en Languedoc-Roussillon, tous les régiments de cette région ont permuté avec d'autres unités : le 12e RI s'est installé à la caserne Reffye à Tarbes.

### 12erégiment d'infanterie

#### Première Guerre mondiale
En 1914; Casernement : Tarbes

##### Rattachements
- 36e Division d'Infanterie d'août 1914 à juin 1915
- 123e Division d'Infanterie jusqu'en novembre 1918.

##### 1914
- le 24 août : Bataille de Charleroi, Gozée, Biesme-Sous-Thuin.
- le 29 août : Bataille de Guise.
- du 5 au 12 septembre : Bataille de la Marne.
- Course à la mer.
- Bataille du Chemin des Dames : Hurtebise, Craonnelle (1914-1915).

##### 1915
- Bataille des Flandres.

##### 1916
- Bataille de Verdun : Cote 304 ; novembre, cote du Poivre.

##### 1917
- Verdun : Cote 326, Cote 344, Nord-Ouest de Beaumont (20 août).
- septembre - décembre : Lorraine.

##### 1918
- janvier - juin : Lorraine.
- juillet - août : Bataille de Picardie.
- Bataille de Saint Quentin, poursuite jusqu'au canal de la Sambre.

#### Entre-deux-guerres
Le régiment est dissous le 16 février 1920.

#### Seconde Guerre mondiale
Le 12e R.I.F. (régiment d'infanterie de forteresse) est formé le 22 août 1939 il appartient au secteur défensif d'Altkirch. Région Militaire, Centre Mobilisateur d'infanterie ; réserve A RIF type ; il est mis sur pied par le CMI 71 de Mulhouse Altkirch.

### Après 1945
Recréé sous le nom de 12e bataillon d'infanterie, il est affecté en 1958 à la 7e division mécanique rapide. Il est dissous le 19 janvier 1963 à Courbet-Marine (aujourd'hui Zemmouri).

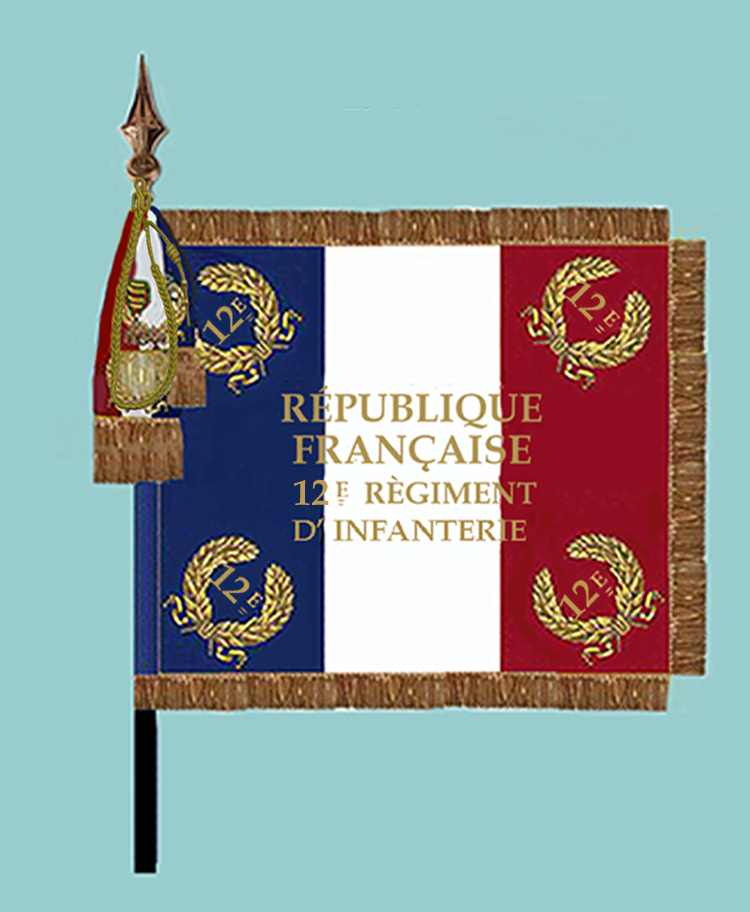
Drapeau actuel (avers)
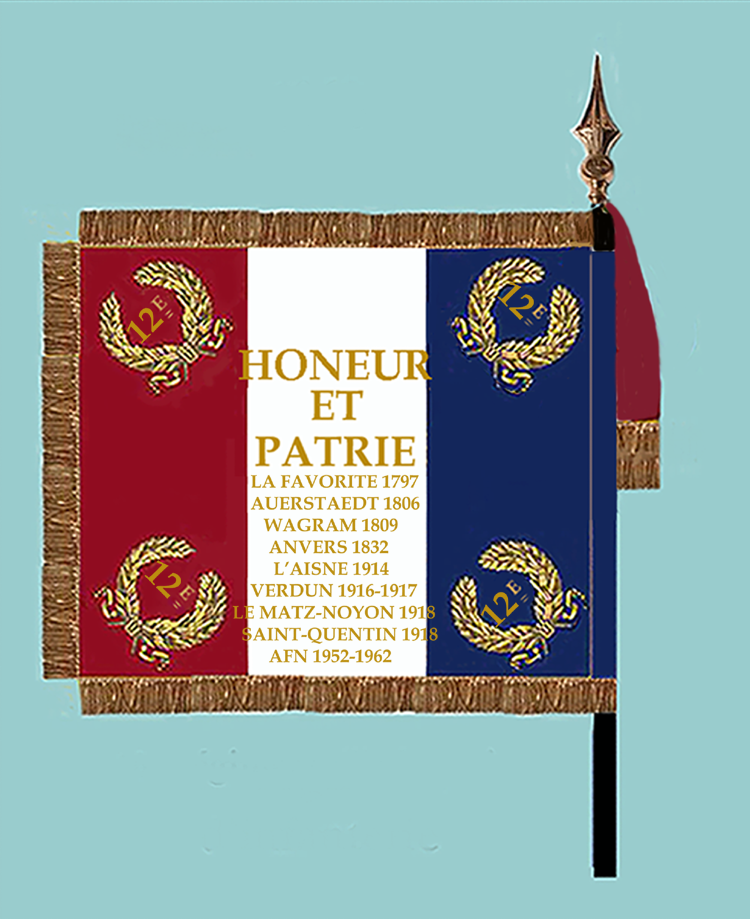
Drapeau actuel (revers)

## Drapeau
Il porte, cousues en lettres d'or dans ses plis, les inscriptions suivantes:

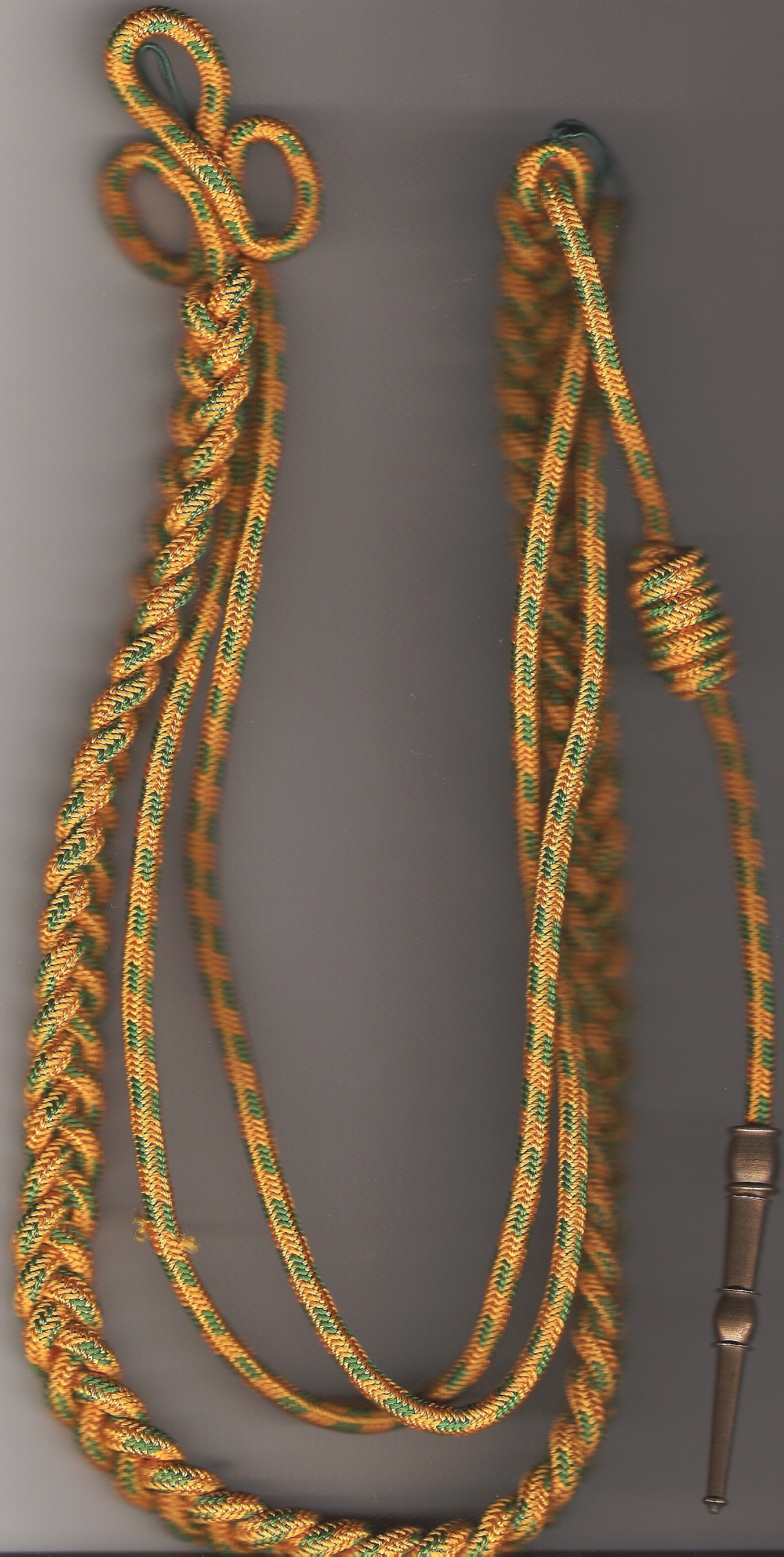
Fourragère aux couleurs du ruban de la Médaille militaire

- La Favorite 1797
- Auerstaedt 1806
- Wagram 1809
- Anvers 1832
- L'Aisne 1914
- Verdun 1916-1917
- Le Matz-Noyon 1918
- Saint-Quentin 1918
- AFN 1952-1962

.

## Décorations
Sa cravate est décorée de la Fourragère aux couleurs du ruban de la Médaille militaire décernée le 3 janvier 1919, avec la croix de guerre 1914-1918 (cinq citations) quatre à l'ordre de l'armée, une à l'ordre du corps d'armée.

## Devise
"Le brave"

## Sources et bibliographie
- À partir du Recueil d'Historiques de l'Infanterie Française (Général Andolenko - Eurimprim 1969).
- Georges Fernand Déhon Dahlmann : Historique du 12e régiment d'infanterie de ligne à lire en ligne
- Victor Belhomme, Histoire de l'infanterie en France, t. 5, Henri Charles-Lavauzelle, 1902 (lire en ligne).
- Historiques des corps de troupe de l'armée française (1569-1900), Berger-Levrault (Paris), 1900, 52 p. (lire en ligne)
- Historique du 12e régiment d'infanterie (2 août 1914 - 11 novembre 1918)
- French Infantry Regiments and the Colonels who Led Them: 1791 to 1815